# とらドラ! キャラクターソングアルバム
『とらドラ! キャラクターソングアルバム』は、テレビアニメ『とらドラ!』のキャラクターソングアルバムである。2009年4月30日にスターチャイルドから発売された。

## 概要
主要キャラクターのキャラクターソングをはじめ、本編主題歌のリミックス楽曲、本編で使用された挿入歌、主題歌を歌った3人による新曲を収録している。CDジャケットは、キャラクターデザイナー田中将賀によるもので、登場人物が円を描くようにして描かれている。

## 収録曲
1. フラスコレーション [3:29]
歌：逢坂大河（釘宮理恵）・櫛枝実乃梨（堀江由衣）・川嶋亜美（喜多村英梨）
作詞：渡邊亜希子、作曲・編曲：R・O・N
2. 俺に出来る事 [3:53]
歌：高須竜児（間島淳司）
作詞：渡邊亜希子、作曲：SIMONSAYZ、編曲：KOHEI by SIMONSAYZ
3. I MY [3:49]
歌：逢坂大河（釘宮理恵）
作詞：渡邊亜希子、作曲・編曲：R・O・N
4. TANPOPO [3:37]
歌：恋ヶ窪ゆり（田中理恵）
作詞：渡邊亜希子、作曲・編曲：宮崎誠
5. 失恋サンバ [4:21]
歌：北村祐作（野島裕史）
作詞：石川絵理、作曲・編曲：橋本由香利
6. フルスイング [4:14]
歌：櫛枝実乃梨（堀江由衣）
作詞：春和文、作曲・編曲：川島弘光
7. Yes! [4:22]
歌：川嶋亜美（喜多村英梨）
作詞：渡邊亜希子、作曲・編曲：川田瑠夏
8. ミラノ天国 [3:52]
歌：高須泰子（大原さやか）
作詞：渡邊亜希子、作曲・編曲：橋本由香利
9. ホーリーナイト [3:06]
歌：逢坂大河（釘宮理恵）・川嶋亜美（喜多村英梨）
作詞：岡田麿里、作曲・編曲：橋本由香利
  - テレビアニメ『とらドラ！』第19話挿入歌
10. プレパレード -postparade mix- [3:31]
歌：逢坂大河（釘宮理恵）・櫛枝実乃梨（堀江由衣）・川嶋亜美（喜多村英梨）
作詞：渡邊亜希子、作曲：大久保薫、Remixed：R・O・N
  - 前期オープニングテーマのリミックス
11. オレンジ -citrus mix- [4:52]
歌：逢坂大河（釘宮理恵）・櫛枝実乃梨（堀江由衣）・川嶋亜美（喜多村英梨）
作詞：渡邊亜希子、作曲：Funta3、Remixed：R・O・N
  - 後期エンディングテーマのリミックス

## 演奏
- R・O・N
  - All Instruments (#1.10.11)
  - Guitar (#3.6)
  - Programming (#3)
- KOHEI by SIMONSAYZ：Guitar, Programming (#2)
- 川島弘光：
  - Bass (#2.3.4.6)
  - Programming (#6)
- 宮田繁男：Drums (#2.8)
- 三枝和人：Drums (#3)
- 宮崎誠：Guitar, Programming (#4)
- 小西昭次郎：Drums (#4)
- 橋本由香利
  - Programming (#5.8)
  - All Instruments (#9)
- 竹上良成：Sax (#5)
- 西川進：Guitar (#5.8)
- 川田瑠夏：Chorus, Keyboards, Programming (#7)
- 遠山哲朗：Guitar (#7)
- 渡辺等：Bass (#8)
- Nikki Condo：Chorus (#8.9)